# Zorleasca, Olt
Zorleasca este un sat în comuna Valea Mare din județul Olt, Muntenia, România.